# Leon Wyczółkowski
Leon Jan Wyczółkowski, né le 24 avril 1852 à Huta Miastkowska et mort le 27 décembre 1936 à Varsovie, est artiste peintre et illustrateur polonais.
Il est l'un des principaux peintres du mouvement Jeune Pologne, ainsi que le principal représentant du réalisme dans l'art polonais sur cette période. En 1895-1911, il a été professeur à l'Académie des beaux-arts de Cracovie et à partir de 1934 à l'Académie des beaux-arts de Varsovie.
Il est membre fondateur de la Société des artistes Polonais Sztuka.

## Vie privée
Leon Wyczółkowski était marié depuis 1915 à Franciszka, née Pank. Il n’a pas eu de descendance.